# أكثر 500 مسلم تأثيرا
أكثر 500 مسلم تأثيرا في العالم المعروف أيضًا باسم ذا مسلم 500 (بالإنجليزية: The Muslim 500) وهو كتاب ينشر سنويًا يهدف إلى التعريف بأسماء الشخصيات الإسلامية المتداولة في العالم حسب تأثيرها في المجتمع حيث يقوم برصدها في مختلف المجالات؛ في السياسة، والدين، والإعلام، والاقتصاد، والترفيه وحتى المتطرفين. ويصدر الكتاب عن المركز الملكي للبحوث الاستراتيجية الذي يتخذ من العاصمة الأردنية عمان مقرا له. وكان الإصدار الأول له في عام 2009.

## محتويات الكتاب
يحتوي الكتاب في كل سنة على قائمة بأسماء 500 شخصية مسلمة لها القدرة على إحداث تغيير يكون له تأثير كبير على العالم الإسلامي أو المسلمين مع كتابة نبذة تعريفية عنهم. وتبدأ القائمة مصنفة بالترتيب لأول 50 شخصية ومن ثم تكون بقية الشخصيات 450 غير مصنفة وإنما مدرجة في مجموعات حسب مجالها.
ويحتوي أيضا على مقالة بعنوان "دار الإسلام" والتي تقدم لمحة عامة عن الإسلام وفروعه. وقسم "الوفيات" الذي يسرد شخصيات العام الماضي الذين توفوا منذ ذلك الحين. ويحتوي قسم "مشاركات الزوار" على مقالات حصرية تغطي مجموعة واسعة من القضايا. وتغطي "مراجعات الكتب" بعض الكتب التي تم نشرها مؤخرًا. ويوفر قسم "الأحداث الكبرى" جدولًا زمنيًا للأحداث الكبرى التي وقعت خلال العام الماضي. وفي ملاحق الكتاب توجد إحصائيات تظهر إجمالي عدد السكان والسكان المسلمين حسب كل بلد لجميع دول العالم. وقائمة إحصائيات أخرى تذكر الشخصيات المسلمة الأكثر شعبية على مواقع التواصل الاجتماعي من فيسبوك وتويتر وغيرها بالإضافة إلى الشخصيات المشهورة عالميًا.
وفي قائمة عام 2018 أضيفت فقرة جديدة في الكتاب بعنوان "شخصية العام" وهي لتكريم هؤلاء المسلمين الذين تمكنوا من تحقيق إنجازات استثنائية في فترة زمنية قصيرة نسبيًا مدتها عام أو عامين. وللتعرف على الإنجازات المتميزة للأفراد الذين تمكنوا من التوافق بامتياز مع القضايا الأكثر إلحاحًا في وقتنا الحالي. وتكون لشخصيتين رجل وامرأة.

## قائمة العشر الأوائل لعام 2025
| المرتبة | التغير | الاسم                       | الجنسية                  | العمر          | الصورة | المنصب                                   | مصدر التأثير          | الترتيب السابق                       |
| ------- | ------ | --------------------------- | ------------------------ | -------------- | ------ | ---------------------------------------- | --------------------- | ------------------------------------ |
| 1       | ▲4+    | عبد الله بن الحسين الهاشمي  | الأردن                   | 30 يناير 1962  |        | ملك المملكة الأردنية الهاشمية            | السياسة والنسب        | 5 (2022) ▼1 5 (2023) 5 (2024)        |
| 2       | ▼1-    | عمر بن حفيظ                 | اليمن                    | 27 مايو 1963   |        | عميد دار المصطفى للدراسات الإسلامية      | العلوم الشرعية والنسب | 11 (2022) ▼2 11 (2023) 1 (2024) ▲10  |
| 3       | ▲1+    | تميم بن حمد آل ثاني         | قطر                      | 3 يونيو 1980   |        | أمير دولة قطر                            | السياسة               | 1 (2022) ▲10 3 (2023) ▼2 4 (2024) ▼1 |
| 4       | ▼1-    | علي خامنئي                  | إيران                    | 19 أبريل 1939  |        | المرشد الأعلى للثورة الإسلامية           | السياسة والإدارة      | 3 (2022) 2 (2023) ▲1 3 (2024) ▼1     |
| 5       | ▼3-    | سلمان بن عبد العزيز آل سعود | السعودية                 | 31 ديسمبر 1935 |        | ملك المملكة العربية السعودية             | السياسة               | 2 (2022) 1 (2023) ▲1 2 (2024) ▼1     |
| 6       | ▲2+    | محمد تقي العثماني           | باكستان                  | 5 أكتوبر 1943  |        | رئيس منظمة وفاق المدارس العربية          | العلوم الشرعية والنسب | 6 (2022) ▼3 6 (2023) 8 (2024) ▼2     |
| 7       | ▼1-    | محمد بن زايد آل نهيان       | الإمارات العربية المتحدة | 11 مارس 1961   |        | رئيس الإمارات العربية المتحدة            | السياسة والإدارة      | 8 (2022) ▼1 8 (2023) 6 (2024) ▲2     |
| 8       | ▼1-    | رجب طيب أردوغان             | تركيا                    | 26 فبراير 1954 |        | رئيس جمهورية تركيا                       | السياسة               | 4 (2022) ▼3 4 (2023) 7 (2024) ▼3     |
| 9       |        | علي السيستاني               | العراق                   | 4 أغسطس 1930   |        | المرجع الديني الأعلى للشيعة الاثنا عشرية | العلوم الشرعية والنسب | 9 (2022) ▼1 9 (2023) 9 (2024)        |
| 10      |        | محمد بن الحسن العلوي        | المغرب                   | 21 أغسطس 1963  |        | ملك المملكة المغربية                     | السياسة والإدارة      | 7 (2022) ▼1 7 (2023) 10 (2024) ▼3    |